# 費蘭度·列治
費蘭度·列特（Fernando Rech，1974年3月13日—）生于南卡希亞斯，巴西职业足球运动员，现效力於澳洲甲組足球聯賽球會阿德萊德聯。